# Kevin John Edusei
Pour les articles homonymes, voir Edusei.
 (novembre 2024).
La mise en forme du texte ne suit pas les recommandations de Wikipédia : il faut le « wikifier ».
Les points d'amélioration suivants sont les cas les plus fréquents. Le détail des points à revoir est peut-être précisé sur la page de discussion.
- Les titres sont pré-formatés par le logiciel. Ils ne sont ni en capitales, ni en gras.
- Le texte ne doit pas être écrit en capitales (les noms de famille non plus), ni en gras, ni en italique, ni en « petit »…
- Le gras n'est utilisé que pour surligner le titre de l'article dans l'introduction, une seule fois.
- L'italique est rarement utilisé : mots en langue étrangère, titres d'œuvres, noms de bateaux, etc.
- Les citations ne sont pas en italique mais en corps de texte normal. Elles sont entourées par des guillemets français : « et ».
- Les listes à puces sont à éviter, des paragraphes rédigés étant largement préférés. Les tableaux sont à réserver à la présentation de données structurées (résultats, etc.).
- Les appels de note de bas de page (petits chiffres en exposant, introduits par l'outil «  Source ») sont à placer entre la fin de phrase et le point final[comme ça].
- Les liens internes (vers d'autres articles de Wikipédia) sont à choisir avec parcimonie. Créez des liens vers des articles approfondissant le sujet. Les termes génériques sans rapport avec le sujet sont à éviter, ainsi que les répétitions de liens vers un même terme.
- Les liens externes sont à placer uniquement dans une section « Liens externes », à la fin de l'article. Ces liens sont à choisir avec parcimonie suivant les règles définies. Si un lien sert de source à l'article, son insertion dans le texte est à faire par les notes de bas de page.
- La présentation des références doit suivre les conventions bibliographiques. Il est recommandé d'utiliser les modèles {{Ouvrage}}, {{Chapitre}}, {{Article}}, {{Lien web}} et/ou {{Bibliographie}}. Le mode d'édition visuel peut mettre en forme automatiquement les références.
- Insérer une infobox (cadre d'informations à droite) n'est pas obligatoire pour parachever la mise en page.

Pour une aide détaillée, merci de consulter Aide:Wikification.
Si vous pensez que ces points ont été résolus, vous pouvez retirer ce bandeau et améliorer la mise en forme d'un autre article.
Kevin John Edusei (né le 5 août 1976 à Bielefeld) est un chef d'orchestre allemand qui a été chef d'orchestre de l'Orchestre symphonique de Munich et du Théâtre de concert de Berne.

## Biographie
Edusei est né à Bielefeld et a étudié la direction d'orchestre, les percussions classiques et l'ingénierie du son à l'Université des Arts de Berlin et au Koninklijk Conservatorium de La Haye, où ses professeurs comprenaient Jac van Steen et Ed Spanjaard.
En 2004, Edusei a reçu une bourse du Aspen Music Festival pour étudier avec le Maestro David Zinman. Ses autres mentors incluent Kurt Masur, Péter Eötvös, Marc Albrecht, Peter Gülke et Sylvain Cambreling. En 2004, il collabore avec l'Ensemble Modern et travaille comme assistant au Théâtre national allemand de Weimar pendant deux saisons.
À partir de la saison 2004/05, Edusei a été premier chef d'orchestre et directeur musical adjoint du Théâtre de Bielefeld. De 2007 à 2011, il a occupé le même poste au Théâtre national d'Augsbourg. Il a été lauréat de la master class de l'Académie du Festival de Lucerne en 2007 sous la direction de Pierre Boulez et Péter Eötvös et a remporté le premier prix du Concours de direction d'orchestre Dimitris Mitropoulos à Athènes en 2008. Edusei est un ancien élève de Akademie Musiktheater heute soutenue par la Deutsche Bank Foundation, et du Forum des chefs d'orchestre du Conseil allemand de la musique.
En 2013, Edusei est nommé chef principal de l'Orchestre Symphonique de Munich. Il a occupé ce poste jusqu'à la saison 2021/22.
En 2014, Edusei devient chef invité principal du Konzert Theater Bern puis en devient le chef d'orchestre de 2015 à 2019. Pendant cette période, il dirigea de nouvelles productions, entre autres, de Peter Grimes, Salomé, Ariane à Naxos, Le Château de Barbe Bleue, Tannhäuser, Tristan et Isolde, Káťa Kabanová et un cycle d'opéras de Mozart Da Ponte.
Edusei a été nommé chef invité principal du Fort Worth Symphony Orchestra à partir de la saison 2022/23 après y avoir fait ses débuts en septembre 2021.

### Chef d'orchestre invité
Edusei a dirigé des orchestres internationaux de premier plan tels que l'Orchestre philharmonique de Munich, le Deutsches Symphonie-Orchester de Berlin, le London Symphony Orchestra, le London Philharmonic Orchestra, le BBC Symphony Orchestra, le Royal Philharmonic Orchestra, le City of Birmingham Symphony Orchestra, le Hallé Orchestra, le Royal Scottish National Orchestra, le Rotterdam Philharmonic Orkest, Radio Filharmonisch Orkest, Orchestre Philharmonique de la Radio Finlandaise, Orchestre Philharmonique de Los Angeles, Orchestre Symphonique de Cincinnati, Orchestre Symphonique de Dallas, Orchestre du Minnesota, Orchestre Symphonique National, Orchestre Symphonique de Seattle et Orchestre Symphonique de Sydney.
En janvier 2025, Edusei fera son début avec le New York Philharmonic dans un programme de Also Sprach Zarathustra de Richard Strauss.
Edusei a fait son début aux BBC Proms en août 2017 avec Chineke! Orchestra, avec lequel il entretient une relation artistique de longue date et avec lequel il s'est produit à plusieurs reprises lors de tournées et de festivals à travers l'Europe depuis 2016. En 2022, il revient au Royal Albert Hall avec la 9e symphonie de Ludwig van Beethoven diffusée par la BBC.

### Théâtre musical
À l'automne 2022, Edusei fait son début avec La bohème de Puccini au Royal Opera House Covent Garden. La production de Richard Jones, avec Ailyn Pérez et Juan Diego Flórez, a été diffusée en direct dans les cinémas du monde entier. En 2023/24, Edusei est revenu pour Madama Butterfly avec Asmik Grigorian dans le rôle titre. Il a déjà dirigé au Semperoper de Dresde, à l'English National Opera, à l'Opéra d'État de Hambourg, au Volksoper de Vienne et au Komische Oper de Berlin, entre autres, dont un Requiem de Verdi mis en scène par Calixto Bieito en 2018, Tosca au Land de Hanovre Opéra en 2019 et Les Noces de Figaro avec l'English National Opera en 2020.

## Récompenses
- Premier prix au Concours international de direction d'orchestre Mitropoulos 2008[7]
- Lauréat du Concours du Festival de Lucerne 2007[22]

## Discographie (sélection)
| Orchester                 | Album                                                           | Solist | Label          | Erscheinungsjahr |
| ------------------------- | --------------------------------------------------------------- | --- | -------------- | ---------------- |
| Münchner Symphoniker      | Einschoch6: Die Stadt springt                                   | Einschoch6 | Solo Musica    | 2015             |
| Münchner Symphoniker      | Tchaïkovski: Extraits de Le Casse-noix                          | | Solo Musica    | 2016             |
| Tonkünstler-Orchester     | Enjott Schneider: Schatten im Dunkel                            | | WERGO          | 2016             |
| Tonkünstler-Orchester     | Enjott Schneider: Bach, Dracula, Vivaldi & Co.                  | Csaba Kelemen, trumpet; Stefan Langbein, trombone | WERGO          | 2016             |
| Chineke! Orchestra        | Dvořák & Sibelius                                               | | Signum Records | 2017             |
| Münchner Symphoniker      | Schubert: Symphonien Nrs 4 & 7                                  | | Solo Musica    | 2017             |
| Münchner Symphoniker      | Schubert: Symphonien Nrs 5 & 6                                  | | Solo Musica    | 2018             |
| Berner Symphonieorchester | Korngold & Mozart: Concertos pour violon                        | | Claves Records | 2018             |
| Berner Symphonieorchester | Chostakovitch, Weinberg & Kobekin                               | Anastasia Kobekina, cello | Claves Records | 2019             |
| Münchner Symphoniker      | 1939                                                            | Fabiola Kim, violin | Solo Musica    | 2019             |
| Münchner Symphoniker      | Schubert: Symphonies Nrs 3 & 7                                  | | Solo Musica    | 2020             |
| The Royal Opera           | Puccini: Madama Butterfly                                       | Asmik Grigorian (Cio-Cio San), Joshua Guerrero (Pinkerton), Lauri Vasar (Sharpless), Hongni Wu (Suzuki), Ya-Chung Huang (Goro), Jeremy White (The Bonze) | Opus Arte      | 2024             |
| London Symphony Orchestra | Rózsa: Concerto pour violon - Bartók: Concerto pour violon Nr 2 | Roman Simovic | LSO Live       |                  |